# PARK
PAR(K) – Programowany Automat Rachunków (Krakowianowych) – programowany mechaniczno-przekaźnikowy automat rachunkowy skonstruowany i wykonany w 1955 pod kierunkiem Gerarda Kudelskiego na Politechnice Warszawskiej, dzięki wsparciu geodetów z tejże politechniki. Uruchamianie maszyny trwało kolejny rok. Kudelski zbudował ją „sposobem gospodarczym”. Urządzeniem wyjścia i obliczeniowym była specjalnie zakupiona maszyna do fakturowania firmy Rheinmetall. Maszyna fakturująca została uzupełniona o urządzenia wejścia (trzy czytniki dalekopisowe taśmy papierowej) i przekaźnikowe układy sterujące. Czytniki taśmy były połączone z reperforatorami.
Program pamiętany był w tablicy połączeń. Programowanie polegało na łączeniu wybranych gniazd.
PAR(K) służył do rozwiązywania układów równań liniowych przede wszystkim przy pomocy rachunku krakowianów. W 1957 r. PAR(K) został przekazany Akademii Górniczo-Hutniczej w Krakowie. Można zaliczyć go do komputerów zerowej generacji.
Jego rozwinięciem był PAR(C), czyli Przekaźnikowy Automat Rachunków (Cyfrowych), zbudowany w 1961 r. w Zakładzie Obliczeń Geodezyjnych AGH także pod kierownictwem Gerarda Kudelskiego. 